# Andelnans
Andelnans és un municipi francès del departament del Territori de Belfort i de la regió de Borgonya - Franc Comtat. L'any 2006 tenia 254 habitants.

## Geografia
Se situa a la vora esquerra del riu La Saveureuse.

## Demografia
| 1962 | 1968 | 1975 | 1982 | 1990 | 1999 | 2006 |
| ---- | ---- | ---- | ---- | ---- | ---- | ---- |
| 408  | 745  | 660  | 485  | 324  | 203  | 254  |